# Ліра (музичний інструмент)

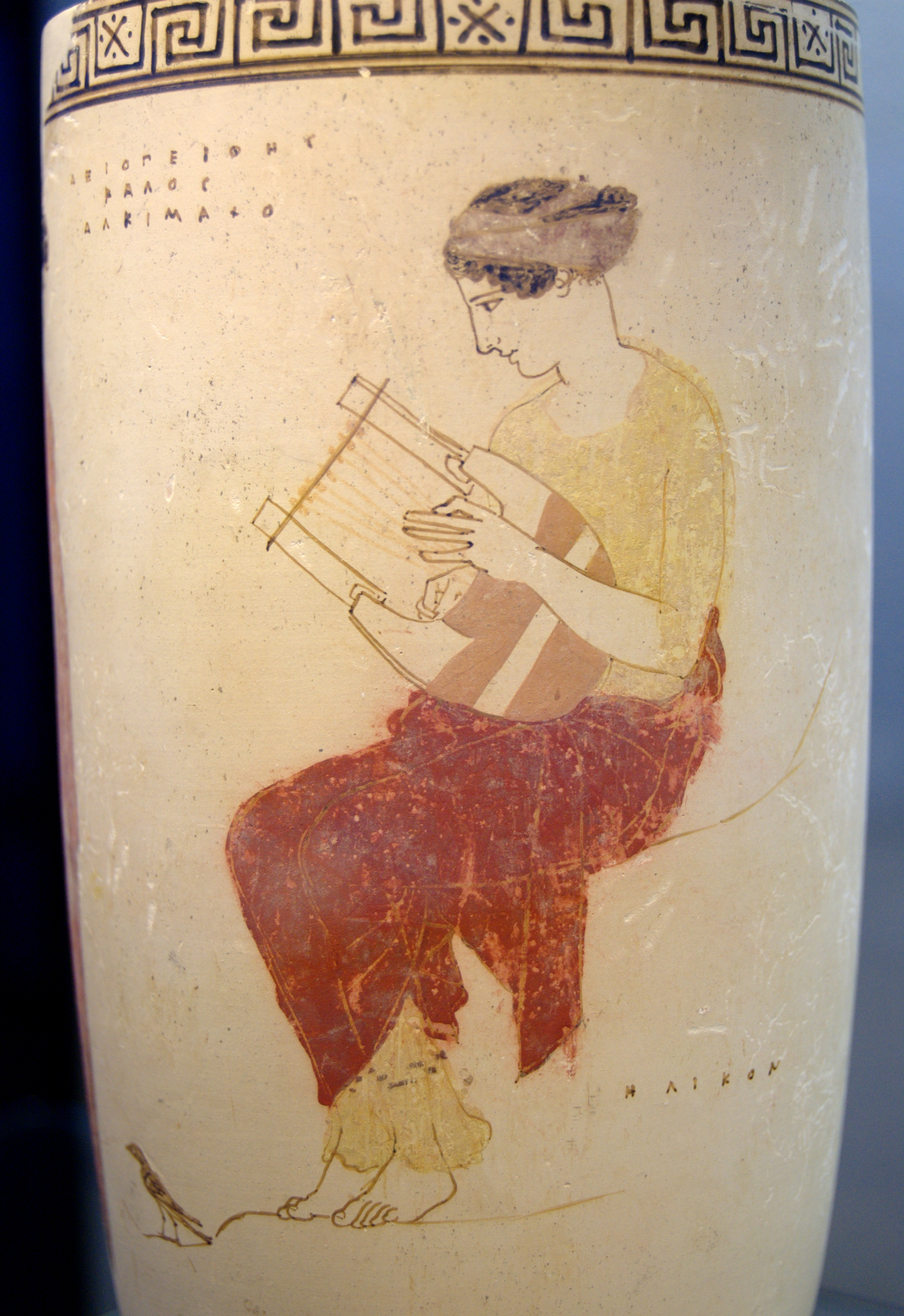
Ліра

Лі́ра (грец. λύρα, лат. lyra) — струнний щипковий інструмент. Корпус (резонатор) округлої чи чотирикутної форми з'єднаний з поперечиною (поперечною штангою) двома ручками. Струни однакової довжини натягнуті між корпусом і поперечиною. Поширена з найдавніших часів аж до наших днів. Найдавніші зразки розкопала експедиція Л. Вуллі в Урі.

## Ліра в античності

### Загальна характеристика
У Стародавній Греції словом «ліра» позначався будь-який інструмент сімейства лір — хеліс (дав.-гр. χέλυς «черепаха»), барбіт (βάρβιτον, βάρβιτος), формінга (φόρμιγξ), кіфара (κιθάρα). У вузькому значенні лірою називався хеліс (найпростіша й найлегша з лір, з корпусом з панцира черепахи, обтягнутим волячою шкірою). Техніка гри на всіх античних лірах приблизно однакова: музикант тримав інструмент під кутом приблизно 45 градусів до корпусу, граючи стоячи (особливо на кіфарі) чи сидячи. Звук видобувався кістяним плектром. Пальцями вільної руки непотрібні струни приглушували. Ґендерної нерівності серед виконавців на лірі не існувало, за винятком кіфари, яка була чоловічим інструментом. Навчання гри на лірі було частиною базової освіти громадянина в Стародавній Греції та Стародавньому Римі.
Струни, що виготовлялися з овечих кишок, дали назву ступеням грецького повного звукового ряду; у сутності, назви струн позначають модальні функції старовинного лада. Класичною вважається 7-струнна ліра; у своїй семиструнності вона розглядалася як відображення світової гармонії (за знаменитим висловом Вергілія — septem discrimina vocum, «сім <висотних> відмінностей звуків»). Іконографічні, музично-теоретичні та літературні джерела свідчать про те, що число струн ліри могло бути збільшено аж до 18, але найчастіше експериментальні інструменти описуються як 11 чи 12-струнні. «Багатострунність» (πολυχορδία) призводила до «багатозвучності» (πολυφωνία — це слово не слід розуміти в сенсі багатоголосся, й уже поготів поліфонії), яка збурювала душу, і тому оцінювалася (наприклад, у Спартанському декреті V ст. до н. е., опублікованому в книзі «Основи музики» Боеція) як шкідлива надмірність. Незважаючи на те, що багато трактатів описують грецький звукоряд як струни ліри, точні й однозначні відомості про її налаштування не збереглися.

### Етос і функціонування ліри
Етос ліри в широкому сенсі (будь-якого інструмента античного сімейства лір) склався в класичну епоху. Піндар описує ліру як інструмент Аполлона й муз, здатний умиротворювати, зм'якшувати, догоджати найгрізнішим богам, з їхніми грізними природними атрибутами (Піфійська ода I, 1–12).
У супроводі ліри звучали вірші, які виконувалися сольно та хором (точніше, вокальним ансамблем); звідси цілий рід античної поезії отримав назву ліричної, або лірики.
Описання функцій різновидів ліри в античній літературі з важкістю піддаються уніфікації. Хеліс (мабуть, унаслідок невеликої ваги і простоти конструкції) вважався навчальним і домашнім інструментом. Більший і важчий барбіт (особливо в пізньоантичних текстах) описувався як улюблений інструмент лесбоських поетів-музикантів — Терпандра, Сафо та Алкея. Кіфара зазвичай подається як інструмент професіоналів, учасників публічних змагань (конкурсів «струнників»). Формінга, судячи з описів (Гомер, Піндар, Вакхилид, Гомерівські гімни) і зображень в архаїці й класиці, була інструментом, функціонально ідентичним кіфарі; у пізніші часи зображення й літературні описи формінги майже цілком зникають, мабуть, унаслідок розвитку й широкого розповсюдження кіфари.

## Інші значення терміна
Низка музичних інструментів, які мають у своїй назві слово «ліра», не має стосунку до ліроподібних. Серед них поширений в Україні й у Білорусі інструмент колісна ліра, різновиди так званих «смичкових» лір — понтійська ліра, критська ліра, візантійська ліра, ліра да браччо, ліра да гамба — усі вони попередники сучасних струнних інструментів (скрипки, віолончелі); сюди ж відноситься оркестрова ліра — ударний інструмент (різновид дзвіночків), який використовується в основному в маршових духових оркестрах.

## Рецепція
У сучасному світі ліра служить символом та атрибутом поетів, емблемою військових оркестрів.